# NGC 1167
NGC 1167 (другие обозначения — UGC 2487, MCG 6-7-33, ZWG 524.45, PGC 11425) — линзообразная галактика (S0) в созвездии Персей.
Этот объект входит в число перечисленных в оригинальной редакции «Нового общего каталога».
Галактика обладает активным ядром, которое относится к типу LINER.
Галактика NGC 1167 входит в состав группы галактик NGC 1167. Помимо NGC 1167 в группу также входят UGC 2435, UGC 2466, UGC 2491 и UGC 2526.